# Legtaifiya (métro de Doha)
Legtaifiya (en arabe : لقطيفية) est une station sur la Ligne Rouge du Métro de Doha. Elle est ouverte en 2020.

## Histoire
La station est mise en service le 1er septembre 2020.

## Intermodalité
- Metrolink : M110 (Porto Arabia, Medina Centrale, Qanat Quartier)
- Metroexpress : West Bay Lagoon, Doha Golf Club, Lusail Marina District. (The Pearl Qatar, Lagoona Mall, Ritz Carlton, Mondrian Doha, Grand Hyatt)
- Métro léger de Lusail